# جورج غريني (سياسي)
جورج غريني (بالإنجليزية: George Greene)‏ هو قاضي ومحامي وسياسي أمريكي، ولد في 15 أبريل 1817 في المملكة المتحدة، وتوفي في 23 يونيو 1880 بسيدار رابيدز في الولايات المتحدة. حزبياً، نشط في Iowa Democratic Party ‏ والحزب الجمهوري والحزب الديمقراطي.